# Epena (district)

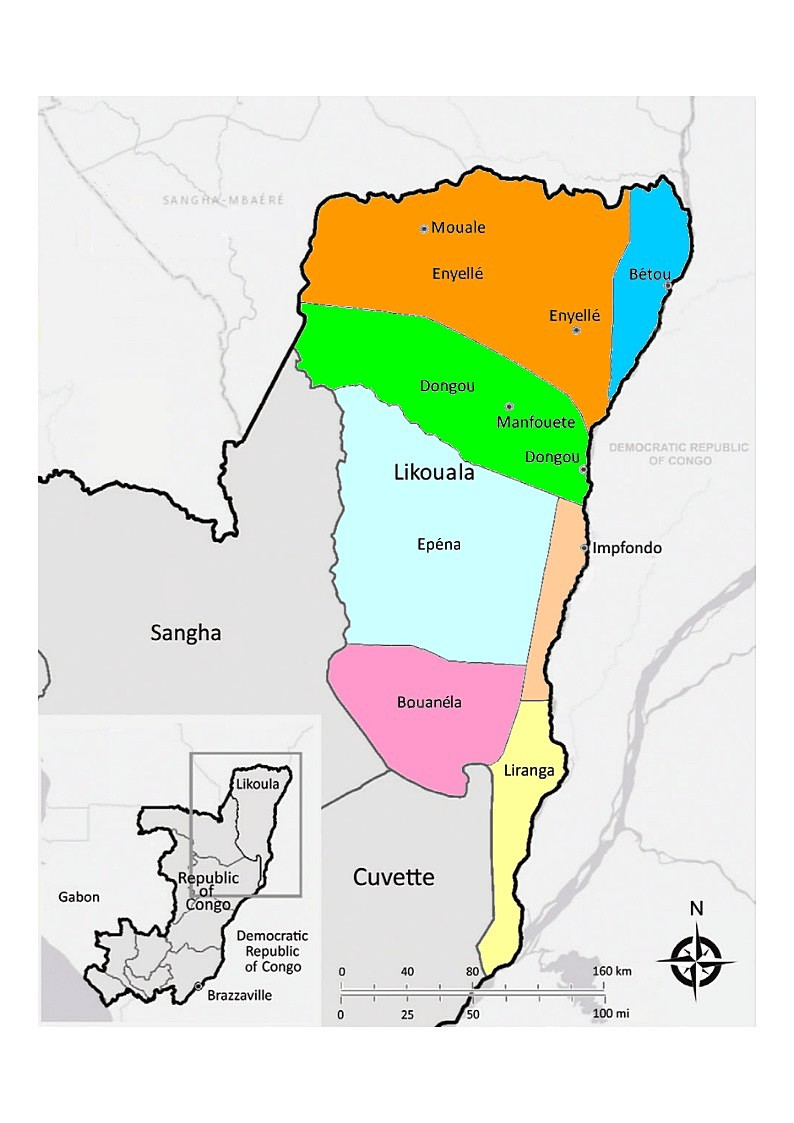
Les districts du département de la Likouala

Le district d'Epéna est un district du nord-est de la république du Congo situé dans le département de la Likouala. Il a pour capitale Epéna.